# Neophilydor
Genre
Neophilydor est un genre d'oiseaux de la famille des Furnariidae.

## Description
Le genre Neophilydor est défini par les auteurs comme suit : oiseaux de petite taille (14–17 cm), apparentés aux genres Megaxenops et Anabazenops mais s'en distinguant par des ailes plus allongées, un bec et un tarse généralement plus courts. Le bec est globalement droit avec un culmen légèrement courbé vers le bas chez Neophilydor, contrastant avec les becs lourds et profonds des Megaxenops et des Anabazenops. Le bec de ces derniers présente un culmen droit et, chez Megaxenops et A. fuscus, un tomium retroussé. Les espèces de Neophilydor se distinguent également de Megaxenops par la présence d'une bande postoculaire claire (absente chez Megaxenops) et d'ailes plus foncées et plus brunes (roux vif chez Megaxenops). Les espèces de Neophilydor se distinguent également d’Anabazenops par leur taille plus petite, leur silhouette élancée (trapue chez Anabazenops) et une griffe de l'hallux nettement plus courte que le doigt (griffe de longueur égale chez Anabazenops fuscus).

## Liste des espèces
Selon la classification de référence du Congrès ornithologique international (24 juillet 2025) (ordre phylogénique) :
- Neophilydor fuscipenne (Salvin, 1866) — Anabate à ailes sombres
- Neophilydor erythrocercum (Pelzeln, 1859) — Anabate à croupion roux

## Systématique
Le genre Neophilydor a été créé en 2023 par Sangster (d), Harvey (d), Gaudin (d) & Claramunt (d),,. Son espèce type est Neophilydor erythrocercum.

### Étymologie
Le nom générique, Neophilydor, est la combinaison du grec ancien νεός (néos), « nouveau », et du genre Philydor où étaient précédemment classées les espèces N. fuscipenne et N. erythrocercum.

### Publication originale
- (en) George Sangster, Michael G. Harvey, Jimmy Gaudin et Santiago Claramunt, « A new genus for Philydor erythrocercum and P. fuscipenne (Aves: Furnariidae) », Zootaxa, Magnolia Press (d), vol. 5361, no 2,‎ 2023, p. 297–300 (ISSN 1175-5334 et 1175-5326, OCLC 49030618, DOI 10.11646/zootaxa.5361.2.11, lire en ligne).